# Josif Pashko
Josif Pashko (* 25. Mai 1918 in Vodica, Kreis Kolonja; † 5. September 1963 in Tirana) war ein albanischer Politiker der Partei der Arbeit Albaniens.

## Leben
Pashko, der aus einer traditionell nationalistischen Familie stammte und dessen Vater Pashko Vodica später Erzbischof der albanischen orthodoxen Kirche wurde, arbeitete ab 1939 als Grundschullehrer in der Region von Elbasan. Zusammen mit seinem Vater schloss er sich 1942 den Partisanen an und beteiligte sich während des Zweiten Weltkriegs am kommunistischen antifaschistischen Unabhängigkeitskrieg. Im Laufe dieser Zeit war er als Hauptmann im Bataillon Hakmarrje, der 4. Brigade sowie der 2. Division eingesetzt.
Nach der Gründung der Volksrepublik Albanien übernahm er verschiedene Ämter innerhalb der Staats- und Parteiverwaltung und war zunächst im September 1947 Vertreter der öffentlichen Anklage in einem Verfahren gegen mutmaßliche Saboteure, Hochverräter und Spione aus den Reihen der Balli Kombëtar.
1950 wurde er erstmals Abgeordneter der Volksversammlung (Kuvendi Popullor) und gehörte dieser von der zweiten bis zum Ende der vierten Wahlperiode an als Vertreter von Erseka im Kreis Kolonja. In der fünften Wahlperiode, die er wegen seines frühzeitigen Todes nicht vollendete, vertrat er den Kreis Elbasan im Parlament.
Am 6. September 1951 folgte er Mehmet Shehu als Minister für Staatskontrolle beziehungsweise Vorsitzender der Staatlichen Kontrollkommission im Kabinett von Ministerpräsident Enver Hoxha.
Auf dem 2. Parteitag der PPSh wurde er im April 1952 Sekretär des ZK. Nach der Übernahme dieses Amtes schied er jedoch am 11. April 1952 als Minister für Staatskontrolle aus der Regierung aus. Als ZK-Sekretär vertrat er die ablehnende Haltung gegen den vom Vorsitzenden der Kommunistischen Partei Jugoslawiens Josip Broz Tito verfolgten eigenständigen Kurs des Titoismus und erklärte die „Titoisten“ zu Feinden Albaniens.
Das Amt des ZK-Sekretärs verlor er jedoch bereits am 12. Juli 1954 und wurde in dieser Funktion von Liri Belishova abgelöst. Er blieb allerdings Mitglied des Zentralkomitees (ZK) der PPSh und wurde am 20. Juli 1954 Minister für Bauwesen in der Regierung von Ministerpräsident Mehmet Shehu.
1959 wurde nach ihm das Kombinat für Bauwesen „Josif Pashko“ benannt, welches 50 Jahre später als Unternehmen Avduli Costruzioni mehrere Niederlassungen in Albanien betrieb. Pashko war zeitweise auch Mitglied des Vorstands bei der Gründung des Fußballvereins KS Dinamo Tirana 1949.
Seine Ehefrau Eleni Terezi war ebenfalls Kandidatin und später Mitglied des ZK sowie von 1945 bis 1966 Abgeordnete der Volksversammlung.